# كريستوف فورستر
كريستوف فورستر (بالألمانية: Christoph Förster)‏ هو ملحن ألماني، ولد في 30 نوفمبر 1693 في باد بيبرا في ألمانيا، وتوفي في 6 ديسمبر 1745 في رودولشتات في ألمانيا.

## وصلات خارجية
- كريستوف فورستر على موقع ميوزك برينز (الإنجليزية)
- كريستوف فورستر على موقع ديسكوغز (الإنجليزية)
- كريستوف فورستر على موقع ديسكوغز (الإنجليزية)